# Affaire du collier de la reine
Pour les articles homonymes, voir Affaire du collier de la reine (homonymie).
L'affaire du collier de la reine est une affaire d'escroquerie qui s'est déroulée de 1784 à 1786 à la cour de France.
Montée par Madame de La Motte, une noble sans fortune, elle a eu pour victime l'un des plus hauts prélats du royaume, le cardinal de Rohan, évêque de Strasbourg et grand aumônier de France. Aidée de Cagliostro, La Motte parvient à faire croire au cardinal, qui cherchait à gagner les faveurs de Marie-Antoinette, que la reine désire un collier de diamants exceptionnel de plus d'un million et demi de livres. Rohan achète le collier pour la reine et le remet à La Motte. L'achat n'ayant pas été payé et le collier ayant disparu, le scandale éclate le 15 août 1785. Le cardinal de Rohan est dupé plutôt que coupable, mais il est arrêté au château de Versailles en présence de la cour, car le roi considère comme insultant pour la reine que le cardinal ait pu croire qu’elle le chargeait d’une opération clandestine. Louis XVI refuse d'étouffer l'affaire : il fait embastiller Rohan et confie son jugement au Parlement de Paris.
Marie-Antoinette n’est pour rien dans cette affaire, mais étant donné son style de vie frivole et dispendieux, l’opinion croit qu’elle y a trempé d’une manière ou d’une autre. Abusée par toute une littérature de libelles et de calomnies, l'opinion prend le parti de Rohan et vilipende Marie-Antoinette que l'on accuse d'avoir réellement commandé le collier par l'intermédiaire du cardinal. Le Parlement de Paris condamne le 31 mai 1786 Madame de La Motte à être fustigée, à la flétrissure (marque V au fer rouge sur la poitrine) et à la prison mais, sous la pression du clergé et de la grande noblesse, acquitte le cardinal de Rohan sans lui infliger aucun blâme. Le jugement apparaît comme un camouflet pour la reine.
L'affaire révèle la solidarité clanique de la noblesse et du clergé, capables de s'unir dans leur opposition à l'autorité royale. En jetant le discrédit sur la reine, elle aggrave la faiblesse politique de la royauté française. Les écrits haineux dirigés contre Marie-Antoinette en 1785-1786 annoncent la violence politique dont elle fera l'objet pendant la Révolution française.

## Le collier avant l'affaire

### Commandé par Louis XV pour Madame du Barry

Les joailliers allemands Paul Bassenge et Charles Auguste Böhmer.

En 1772, Louis XV souhaite offrir un bijou à Madame du Barry. Il demande à deux joailliers allemands, Charles Auguste Böhmer (v. 1740-1794) et son associé Paul Bassenge (v. 1742-1806), dénommés les Böhmer, de créer un collier de diamants d'une richesse inégalable.
Bijoutiers parisiens renommés dans le commerce des bijoux et des pierreries, Böhmer et Bassenge sont établis place Louis-le-Grand. Anciens joailliers de la cour de Pologne, ils comptent la cour de France et de nombreux souverains étrangers parmi leurs clients. Ils financent seuls la fabrication du collier en s'endettant considérablement. Le projet prend du temps en raison de la difficulté à rassembler les diamants de la pureté voulue. Lorsque Louis XV meurt en 1774, Madame du Barry est exilée et le collier encore inachevé.
Conçu comme un chef-d'œuvre, ce grand collier de 674 diamants adopte une composition dite « en esclavage ». Un rang de 17 diamants de 5 à 8 carats forme un trois-quarts de cou fermé dans le dos par des bandelettes de soie. Il soutient trois festons garnis de six solitaires en pendentifs taillés en poire. Sur les côtés, deux longs rubans de trois rangs de diamants décorent les épaules et retombent dans le dos. Les deux rubans du milieu se croisent à la naissance des seins sur un solitaire de 12 carats entouré de perles pour retomber en panicule et s'achever, comme les rubans latéraux, par des mailles et des franges de diamants surmontées de nœuds de rubans bleus. Le bijou de 2 842 carats compte une centaine de perles et 674 diamants d'une pureté exceptionnelle taillés en brillants ou en poires. Il constitue la plus importante réunion de diamants de l'histoire de la joaillerie.

### Vente infructueuse à Marie-Antoinette

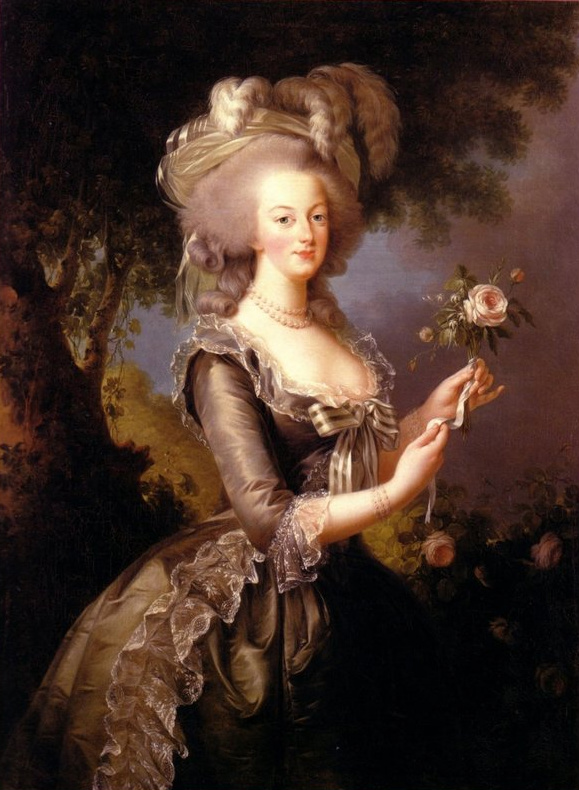
Portrait de Marie-Antoinette en 1783 par Elisabeth Vigée-Lebrun (château de Versailles).

Böhmer et Bassenge se sont fortement endettés pour la fabrication du collier enfin achevé en 1778. Ils proposent avec insistance leur bijou à Marie-Antoinette pour la somme colossale de 1 600 000 livres (soit approximativement 15 400 000 € en 2024[réf. nécessaire]). Le goût de la reine pour les pierreries est notoire et lui vaut les réprimandes de sa mère, l'impératrice Marie-Thérèse. Elle a acheté en 1774 à Böhmer une paire de girandoles formées de « six diamants, en forme de poires, d'une grosseur prodigieuse ».
Louis XVI, lui-même excellent connaisseur en joaillerie, souhaite lui offrir le collier, mais Marie-Antoinette refuse. Selon Madame Campan, elle déclare que l'argent serait mieux employé à la construction d'un navire alors que la France vient de s'allier aux Insurgents américains. Elle ajoute que le collier lui serait de peu d'usage car elle ne porte plus de parures en diamants que quatre à cinq fois par an. Enfin, ce lourd collier qui ressemble à ceux du règne précédent n'est pas du goût de Marie-Antoinette qui le compare à un « harnais pour chevaux ». 
Après avoir essayé de placer leur collier auprès des cours européennes d'Espagne, d'Angleterre, des Deux-Siciles, de Toscane et de Russie, les joailliers, au bord de la faillite, tentent une nouvelle fois de le vendre à Marie-Antoinette après la naissance du dauphin Louis-Joseph en 1781. Louis XVI est près d'accepter, mais la défaite des Saintes éloigne à nouveau le projet. 
L'année suivante, Böhmer se jette aux pieds de la reine en menaçant de mettre fin à ses jours. Marie-Antoinette refuse une dernière fois l'achat du collier et lui conseille de dessertir les diamants et de revendre à bon prix les plus importants. Elle rétorque : « Ne m'en parlez donc jamais. Tâchez de le vendre et ne vous noyez pas ! »

## Les protagonistes

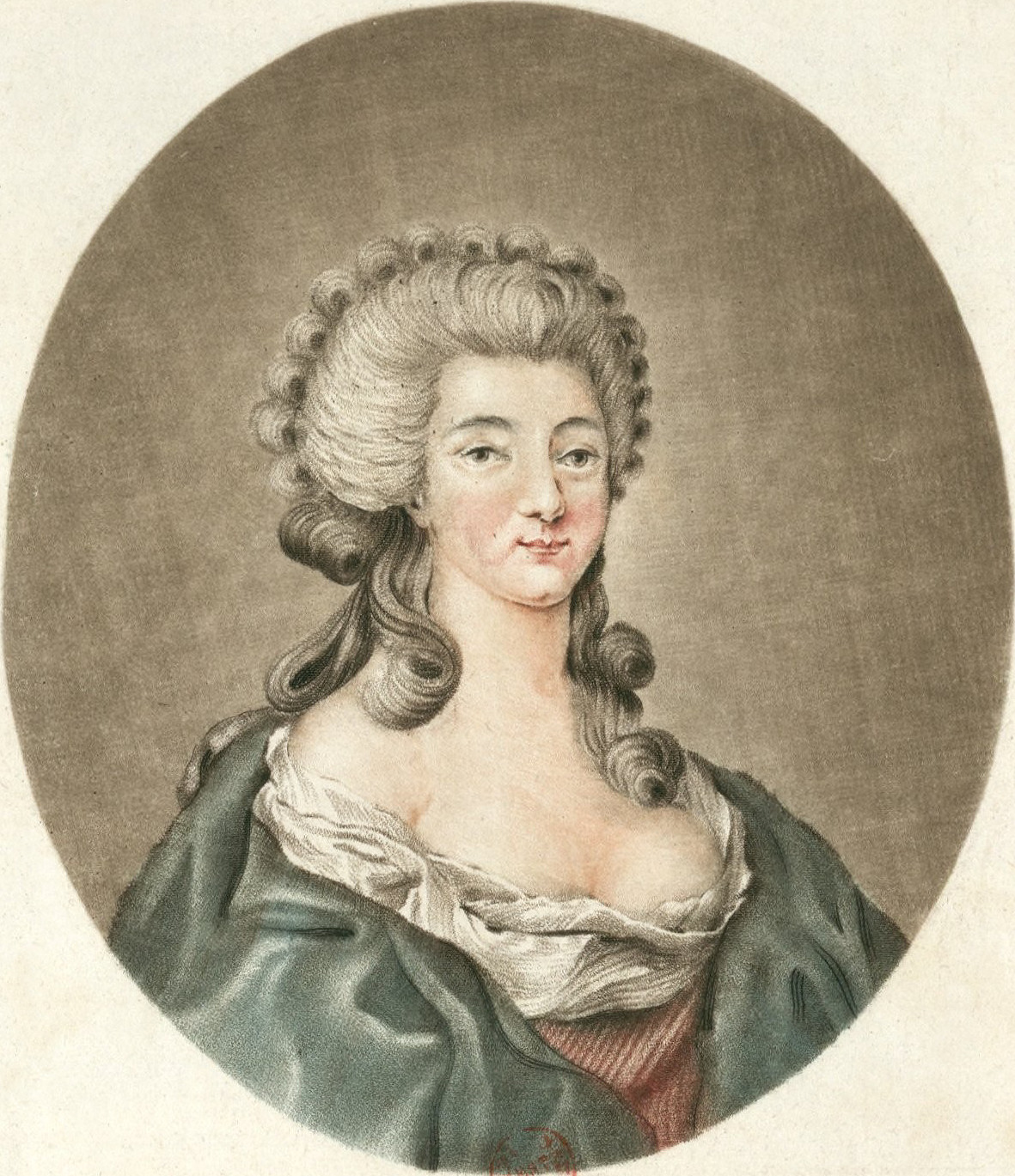
Jeanne de Valois-Saint-Rémy, comtesse de La Motte.

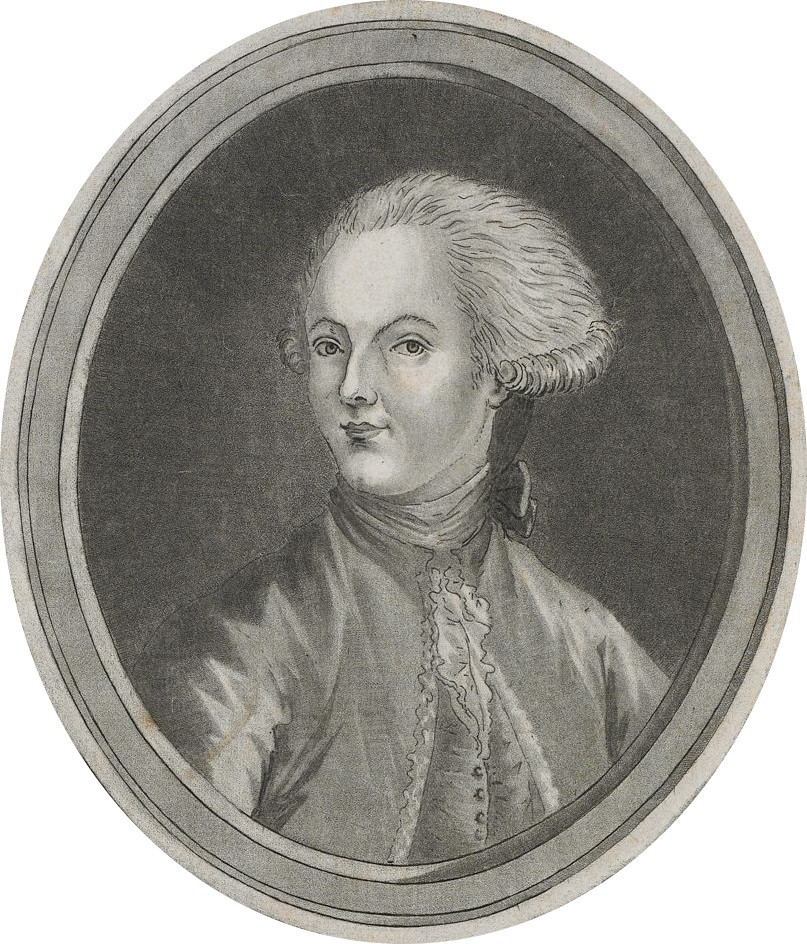
Nicolas de La Motte, entre 1787 et 1789.

L’instigatrice de l'escroquerie à l'origine de l'affaire est Jeanne de Valois-Saint-Rémy, qui descend par son père du roi de France Henri II et de sa maîtresse Nicole de Savigny. En tant que descendante des Valois, fait attesté officiellement par Chérin, généalogiste du roi, Louis XVI lui alloue une pension.
Son enfance cependant avait été des plus misérables. Depuis Henri II, la lignée était descendue au plus bas selon les mémoires du comte Beugnot. Son père avait épousé une paysanne, qu’il laissa bientôt veuve. Jeanne était envoyée mendier sur les chemins par sa mère, en demandant « la charité pour une pauvre orpheline du sang des Valois ». Une dame charitable, la marquise de Boulainvilliers, étonnée par cette histoire, prit des renseignements et, vérifications faites, entreprit les démarches pour lui obtenir une pension du roi et lui donner une bonne éducation dans un couvent situé près de Montgeron.
En 1780, Jeanne épouse à Bar-sur-Aube un jeune officier, Nicolas de La Motte. Le ménage, peu après, usurpe le titre de comte et comtesse de La Motte. Jeanne ne se fait plus désormais appeler que comtesse de La Motte-Valois. À cette date, elle fait un voyage à Saverne, pour rejoindre Mme de Boulainvilliers qui lui présente son ami le cardinal Louis de Rohan-Guémené, qu'elle sollicite financièrement pour sortir de la misère avec laquelle elle continue de se débattre plus ou moins, puis devient sa maîtresse. C’est là aussi qu’elle rencontre le mage Joseph Balsamo, qui se fait appeler comte de Cagliostro. Celui-ci gravite aussi autour du cardinal de Rohan en lui soutirant de l’argent en échange de prétendus miracles.
Mme de La Motte tente de se mêler à la Cour. Elle parvient à convaincre le cardinal qu’elle a rencontré la reine Marie-Antoinette dont elle dit être devenue l’amie intime. L’amant de Mme de La Motte, Louis Marc Antoine Rétaux de Villette (un ami de son mari), grâce à ses talents de faussaire, imite parfaitement l’écriture de la reine. Il réalise pour sa maîtresse de fausses lettres signées « Marie-Antoinette de France » (alors que la reine ne signait que Marie-Antoinette, les reines de France ne signant que de leur prénom, et Marie-Antoinette n’étant pas de France mais de Lorraine ou d’Autriche, ou plus précisément Lorraine d’Autriche, son père François est duc souverain de Lorraine et empereur élu du Saint-Empire et sa mère Marie-Thérèse, impératrice d’Autriche, seule à détenir le pouvoir). La comtesse commence ainsi d'entretenir une fausse correspondance, dont elle est la messagère, entre la reine et le cardinal.

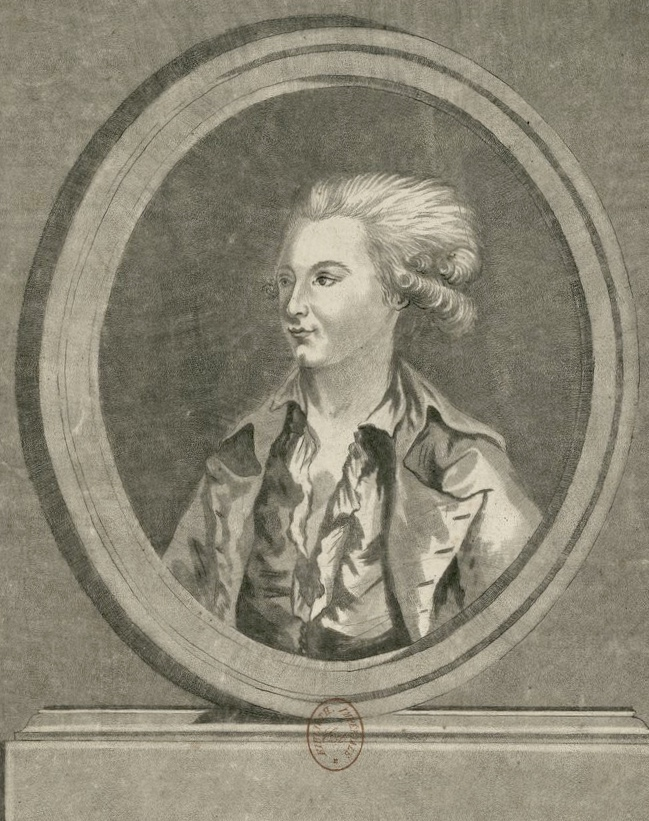
Louis Marc Antoine Rétaux de Villette, au moment de l’affaire du collier.

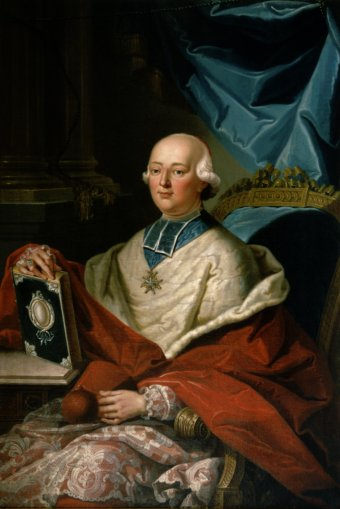
Le cardinal de Rohan.

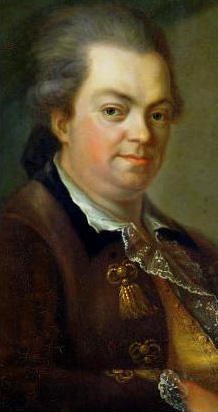
Joseph Balsamo.

La reine et le cardinal ont un vieux contentieux : en 1773, le cardinal, qui était alors ambassadeur de France à Vienne, s’était aperçu que l’impératrice Marie-Thérèse, la mère de Marie-Antoinette, jouait un double jeu et préparait en sous-main le démantèlement de la Pologne, de concert avec la Prusse et la Russie. Il avait écrit une lettre à Louis XV pour l’en avertir dans une lettre qui avait été détournée par le duc d'Aiguillon, ministre des Affaires étrangères, et remise à la comtesse du Barry, favorite de Louis XV, détestée par Marie-Antoinette. La comtesse l’avait lue publiquement dans un dîner. Or le ton de cette lettre était ironique, très irrespectueux envers l’impératrice et prêtait à Marie-Antoinette un caractère volage.
D'autre part, la vie dissolue du cardinal à Vienne, ses dépenses somptuaires, l'exhibition de ses maîtresses et ses parties de chasse fastueuses en tenue laïque avaient scandalisé Marie-Thérèse. L'impératrice avait demandé à Versailles le rappel de cet ambassadeur et l’avait obtenu.
Depuis ces épisodes, la reine, fidèle à la mémoire de sa mère, était plus qu’en froid avec le cardinal. Ce dernier se désespérait de cette hostilité. La comtesse de La Motte fit espérer au cardinal un retour en grâce auprès de la souveraine. Ayant de gros besoins d’argent, elle commença par lui soutirer au nom de la reine 60 000 livres (en deux versements), qu’il lui accorda tandis que la comtesse lui fournissait des fausses lettres reconnaissantes de la reine, annonçant la réconciliation espérée, tout en repoussant indéfiniment les rendez-vous successifs demandés par le cardinal pour s’en assurer.

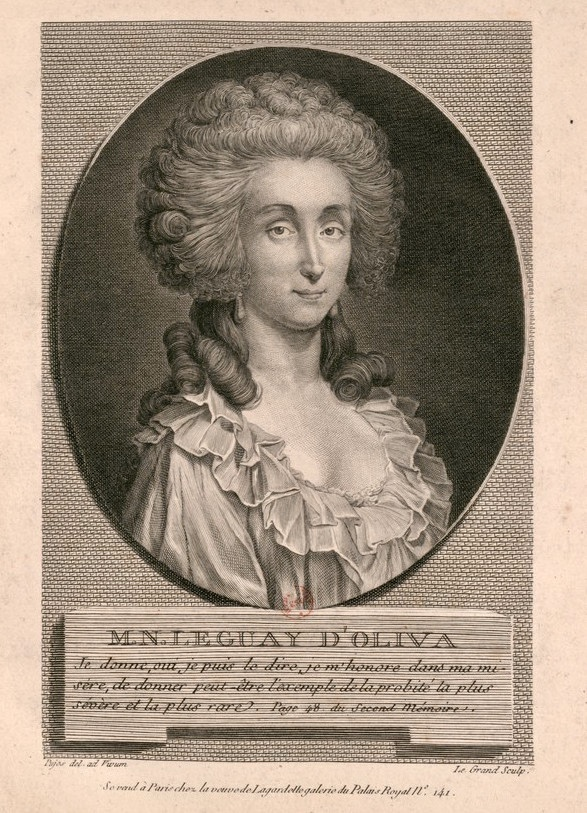
Marie Nicole Le Guay dite Nicole d'Oliva.

Le comte de la Motte avait découvert par l'entremise de Cagliostro qu’une prostituée exerçant au Palais-Royal, Nicole Leguay, que la Motte fait appeler Mlle d'Essigny ou baronne d’Oliva pour l'introduire dans son salon, s'était forgé une réputation due à sa ressemblance avec Marie-Antoinette. Mme de La Motte la reçoit et la convainc de bien vouloir, contre une somme de 15 000 livres, jouer le rôle de la reine recevant en catimini un ami dans le but de jouer un tour.
Dans la nuit du 11 août 1784, le cardinal se voit confirmer un rendez-vous à onze heures du soir au bosquet de Vénus dans le jardin de Versailles. Là, Nicole Leguay, « l'obligeante hétaïre », déguisée en Marie-Antoinette dans une robe de mousseline à pois (copiée d'après un tableau d'Élisabeth Vigée Le Brun), le visage enveloppé d’une gaze légère noire, l’accueille avec une rose et lui murmure un « Vous savez ce que cela signifie. Vous pouvez compter que le passé sera oublié ». Avant que le cardinal ne puisse poursuivre la conversation, Mme de La Motte apparaît avec Rétaux de Villette en livrée de la reine avertissant que les comtesses de Provence et d’Artois, belles-sœurs de la reine, sont en train d’approcher. Ce contretemps, inventé par Mme de La Motte, abrège l’entretien. Le lendemain, le cardinal reçoit une lettre de la « reine », regrettant la brièveté de la rencontre. Le cardinal est définitivement conquis, sa reconnaissance et sa confiance aveugle en la comtesse de La Motte sont inébranlables.
Jouant sur la réputation de passion de la reine pour les bijoux, Mme de La Motte va entreprendre le coup de sa vie, en escroquant cette fois le cardinal pour la somme de 1,6 million de livres (qui équivaut pour l'époque à trois châteaux entourés chacun de 500 ha de terres).

## L’escroquerie
Le 28 décembre 1784, se présentant toujours comme une amie intime de la reine, Mme de La Motte rencontre les joailliers Boehmer et Bassenge qui lui montrent le collier de 2 840 carats qu'ils souhaitent rapidement vendre car ils se sont endettés pour le constituer. Tout de suite, elle imagine un plan pour entrer en sa possession. Elle déclare au joaillier qu’elle va intervenir pour convaincre la reine d’acheter le bijou, mais par le biais d’un prête-nom. De fait, le cardinal de Rohan reçoit en janvier 1785 une nouvelle lettre, toujours signée « Marie-Antoinette de France », dans laquelle la reine lui explique que ne pouvant se permettre d’acquérir ouvertement le bijou, elle lui fait demander de lui servir d’entremetteur, s’engageant par contrat à le rembourser en versements étalés dans le temps — quatre versements de 400 000 livres — et lui octroyant pleins pouvoirs dans cette affaire.
En outre, la comtesse s’est ménagé la complicité de Cagliostro, dont le cardinal est fanatique (il ira jusqu’à déclarer « Cagliostro est Dieu lui-même ! »). Devant le cardinal, le mage fait annoncer par un enfant médium un oracle dévoilant les suites les plus fabuleuses pour le prélat s’il se prête à cette affaire : la reconnaissance de la reine ne connaîtra plus de bornes, les faveurs pleuvront sur la tête du cardinal, la reine le fera nommer par le roi premier ministre. Le 1er février 1785, convaincu, le cardinal signe les quatre traites et se fait livrer le bijou qu’il va porter le soir même à Mme de La Motte dans un appartement qu'elle a loué à Versailles. Devant lui, elle le transmet à un prétendu valet de pied portant la livrée de la reine (qui n’est autre que Rétaux de Villette). Pour avoir favorisé cette négociation, l’intrigante bénéficiera même de cadeaux du joaillier.
Immédiatement, les escrocs dessertissent maladroitement le collier en abîmant les pierres précieuses et commencent à les revendre. Rétaux de Villette a quelques ennuis en négociant les siennes. Leur qualité est telle et, pressé par le temps, il les négocie si en dessous de leur valeur que des diamantaires soupçonnent le fruit d'un vol et le dénoncent. Il parvient à prouver sa bonne foi et part à Bruxelles vendre ce qui lui reste. Le comte de La Motte part de son côté proposer les plus beaux diamants à deux bijoutiers anglais de Londres. Ceux-ci, pour les mêmes raisons que leurs collègues, flairent le coup fourré. Ils envoient un émissaire à Paris : mais aucun vol de bijoux de cette valeur n’étant connu, ils les achètent, rassurés. Les dernières pierres sont donc vendues à Londres.
Pendant ce temps, la première échéance est attendue par le joaillier et le cardinal pour le 1er août. Toutefois, l'artisan et le prélat s'étonnent de constater qu'en attendant, la reine ne porte pas le collier. Mme de La Motte les assure qu'une grande occasion ne s'est pas encore présentée et que, d'ici là, si on leur parle du collier, ils doivent répondre qu’il a été vendu au sultan de Constantinople. En juillet cependant, la première échéance approchant, le moment est venu pour la comtesse de gagner du temps. Elle demande au cardinal de trouver des prêteurs pour aider la reine à rembourser. Elle aurait, en effet, du mal à trouver les 400 000 livres qu'elle doit à cette échéance. Mais le bijoutier Boehmer va précipiter le dénouement. Ayant eu vent des difficultés de paiement qui s'annoncent, il se rend directement chez la première femme de chambre de Marie-Antoinette, Mme Campan, et évoque l'affaire avec elle. Celle-ci tombe des nues et naturellement va immédiatement rapporter à la reine son entretien avec Boehmer. Marie-Antoinette, pour qui l'affaire est incompréhensible, charge le baron de Breteuil, ministre de la Maison du Roi, de tirer les choses au clair. Le baron de Breteuil est un ennemi du cardinal de Rohan, ayant notamment convoité en vain son poste d'ambassadeur à Vienne. Découvrant l'escroquerie dans laquelle le cardinal est impliqué, il compte bien lui donner toute la publicité possible pour lui nuire.

## Le scandale

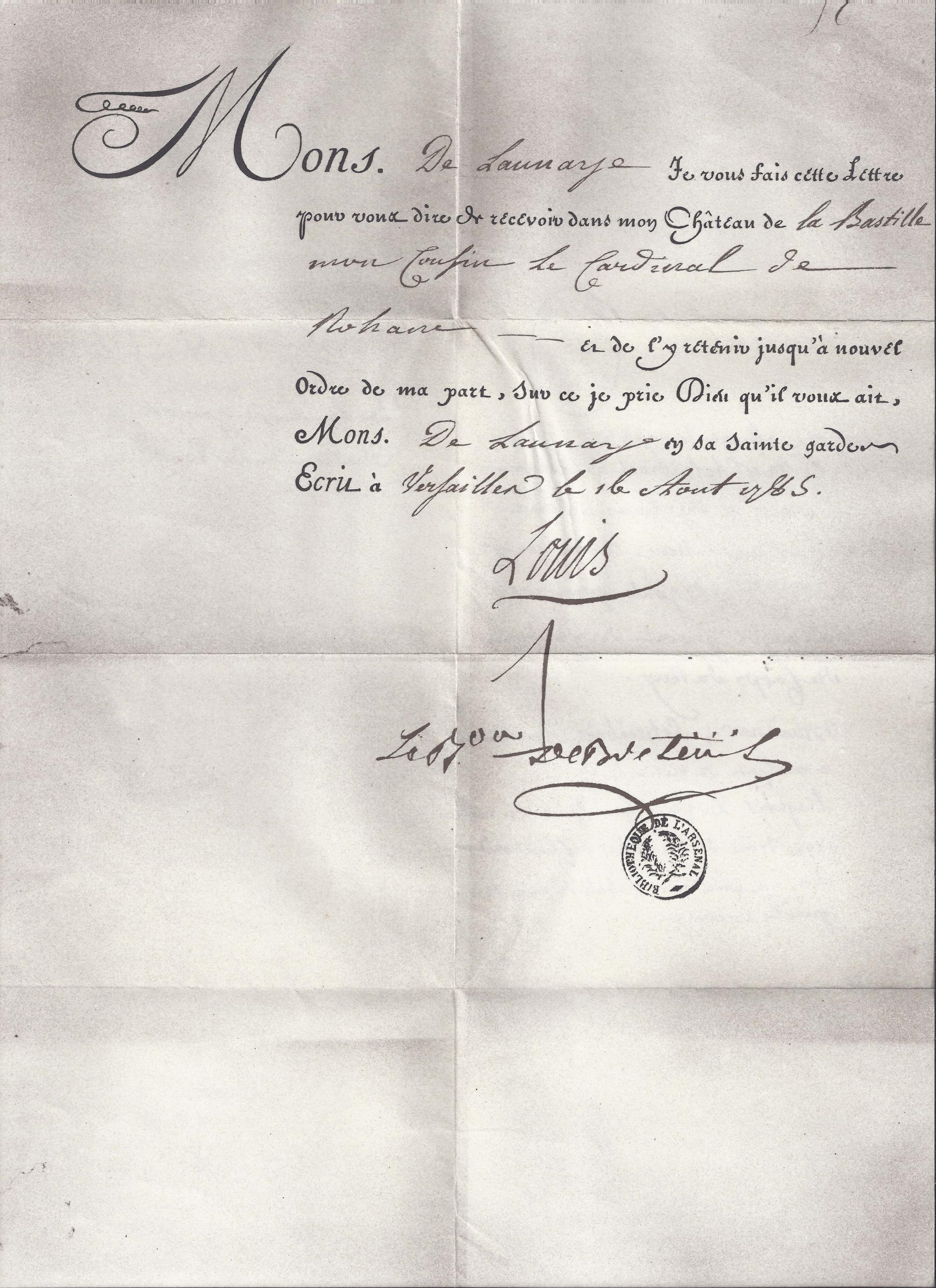
Photocopie de la lettre de Louis XVI ordonnant l'embastillement du cardinal de Rohan adressée au gouverneur de Launay.

La comtesse, sentant les soupçons, s’est entre-temps arrangée pour procurer au cardinal un premier versement de 35 000 livres, grâce aux 300 000 livres qu'elle a reçues pour la vente du collier, et dont elle s'est déjà servie pour s'acheter une gentilhommière. Mais ce versement, d’ailleurs dérisoire, est désormais inutile. Parallèlement, la comtesse informe les joailliers que la prétendue signature de la reine est un faux afin de faire peur au cardinal de Rohan et l'obliger à régler lui-même la facture par crainte du scandale. L’affaire éclate. Entre-temps, les mêmes aigrefins, menés par l'ex-inspecteur des mœurs, agent secret et escroc Jean-Baptiste Meusnier, en profitent pour soutirer 60 000 autres livres à d'autres bijoutiers.
Le roi est prévenu de l'escroquerie le 14 août 1785. Le 15 août, alors que le cardinal — qui est également grand-aumônier de France — s’apprête à célébrer en grande pompe la messe de l’Assomption dans la chapelle du château de Versailles, il est convoqué dans les appartements du roi en présence de la reine, du garde des sceaux Miromesnil et du ministre de la Maison du Roi Breteuil.
Il se voit sommé d’expliquer le dossier constitué contre lui. Le prélat comprend qu’il a été berné depuis le début par la comtesse de La Motte. Sur le coup, il ne peut s'expliquer. Le roi lui prête son bureau afin qu'il prépare sa défense et ses arguments. Pendant ce temps, Marie-Antoinette, très en colère et impulsive, sans penser aucunement aux conséquences, demande à Louis XVI d'envoyer le cardinal de Rohan le soir même à la Bastille. Rohan, revenu avec son « écrit », commence à subir les questions du roi. « Avez-vous le collier ? », lui demande-t-il. Stupéfait, Rohan répond non en regardant la Reine qui se détourne dédaigneusement. La reine ajoute : « Et comment avez-vous pu croire que moi, qui ne vous ai pas adressé la parole depuis dix ans, j’aurais pu m’adresser à vous pour une affaire de cette nature ? ». Le cardinal tente de s’expliquer. « Mon cousin, je vous préviens que vous allez être arrêté », lui dit le roi. Le cardinal supplie le roi de lui épargner cette humiliation, il invoque la dignité de l’Église, le nom des Rohan, le souvenir de sa cousine la comtesse de Marsan qui a élevé Louis XVI. Le roi hésite mais devant la pression de Marie-Antoinette à ses côtés, le roi se retourne vers lui : « Je fais ce que je dois, en tant que roi, et en tant que mari. Sortez ». Au sortir des appartements du roi, il est arrêté dans la galerie des Glaces, au milieu des courtisans médusés. Alors que la cour est sous le choc, il demande à un ecclésiastique s'il a du papier et un crayon, puis d'aller trouver son grand Vicaire pour lui remettre cette missive écrite à la hâte, afin que ce dernier brûle les lettres que Marie-Antoinette lui aurait fait parvenir. Par cette extraordinaire arrestation, car le nom de Rohan est de grande noblesse, la cour est scandalisée mais Marie-Antoinette est persuadée d'être couverte d'éloges. Cependant, le soir même, devant la froideur de la cour à son égard (également la gêne de ses amies), elle sent toutefois « confusément » qu'elle vient de commettre une erreur.
Le cardinal est emprisonné à la Bastille. Il commence immédiatement à rembourser les sommes dues, en vendant ses biens propres, dont son château de Coupvray (jusqu'en 1881, les descendants de ses héritiers continueront de rembourser les descendants du joaillier)[réf. nécessaire]. La comtesse de La Motte est arrêtée, son mari s’enfuit à Londres (où il bénéficie du droit d'asile) avec les derniers diamants, Rétaux de Villette étant déjà en Suisse. On interpelle aussi Cagliostro puis, le 20 octobre, c'est au tour de Nicole Leguay d'être arrêtée, à Bruxelles, avec son amant dont elle est enceinte. Bette d’Etienville sera incarcéré au Chatelet en 1786 après avoir été ramené manu militari au Temple à Paris par Duhamel de Précourt sous passeport du 19 août 1785 de M. de Vergennes.

## Le procès

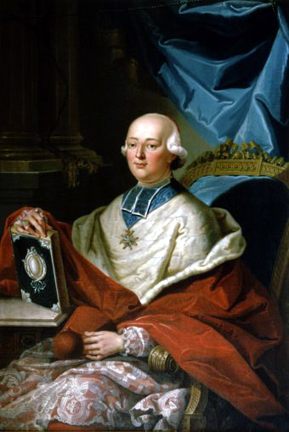
Peinture du Cardinal Rohan

Le roi laisse au cardinal le choix de la juridiction qui aura à se prononcer sur son cas : s’en remettre directement au jugement du roi en huis clos ou être traduit devant le Parlement de Paris. Ceci s’avère fort malhabile de la part de Louis XVI : le cardinal décide de mettre l’affaire dans les mains du Parlement qui est toujours, plus ou moins, en fronde contre l’autorité royale.
Le 22 mai 1786, le procès public s’ouvre devant les 64 magistrats de la Tournelle et la Grand-chambre du Parlement présidée par le marquis Étienne François d'Aligre assisté de conseillers honoraires et maîtres des requêtes.
Le cardinal de Rohan choisit comme avocat Jean-Baptiste Target dont la plaidoirie retentissante le rendra célèbre et lui permettra d'être élu, moins de 3 ans plus tard, député de Paris du tiers-état.
En effet, l'opinion s'est gargarisée de cette affaire, avec la reine en toile de fond, et en parlant de Rohan : « le Saint-Père l'avait rougi, le roi l'a noirci, le parlement le blanchira, alléluia… ».
De fait, le cardinal ayant été reconnu innocent du vol du collier, il ne restait plus qu'une seule chose reprochée et jugée : « “le crime de lèse-majesté” pour avoir cru que la reine pouvait lui donner des rendez-vous galants dans le parc de Versailles, avoir cru à ses lettres.... Ce qui nous amène à la conclusion : si le cardinal est acquitté, c'est la reine qu'on aura “jugée” » :.
Le 30 mai 1786, le parlement rend son verdict, face à une presse qui se déchaîne. Le cardinal est acquitté (aussi bien pour l'escroquerie que pour le crime de lèse-majesté envers la reine et ce malgré un mémoire à charge réalisé par un homme d'intrigue, sieur Bette d'Etienville, et le réquisitoire du procureur Joseph Omer Joly de Fleury) à 26 voix de conseillers contre 23. La comtesse de La Motte, elle, est condamnée à la prison à perpétuité à la Salpêtrière, après avoir été fouettée et marquée au fer rouge sur les deux épaules du « V » de « voleuse » (elle se débattra tant que l’un des « V » sera finalement appliqué sur son sein). Son mari est condamné aux galères à perpétuité par contumace, et Rétaux de Villette est banni (il s'exile à Venise où il écrit en 1790 Mémoire historique des intrigues de la Cour, avec comme sous-titre : Et de ce qui s'est passé entre la reine, le comte d'Artois, le cardinal de Rohan, madame de Polignac, madame de La Motte, Cagliostro, MM de Breteuil et de Vergennes.). Enfin, Nicole Leguay est déclarée « hors de cours » (mise hors de cause après avoir ému le tribunal avec son bébé dans les bras). Quant à Cagliostro, après avoir été embastillé puis soutenu par Jean-Jacques Duval d'Eprémesnil, et défendu par le brillant avocat Jean-Charles Thilorier, il est bientôt expulsé de France (1786).
Marie-Antoinette est au comble de l’humiliation car elle considère l’acquittement du cardinal comme un camouflet. De fait, il signifie que les juges ne pouvaient tenir rigueur au cardinal d’avoir cru que la reine pouvait lui envoyer des billets doux, lui accorder des rendez-vous galants dans le parc de Versailles et acheter des bijoux pharaoniques par le biais d’hommes de paille en cachette du roi. Et donc que de telles frasques n'auraient rien eu d'invraisemblable de la part de la reine. Et c’est bien dans cet esprit que le jugement fut rendu, et reçu dans l’opinion.
La reine, désormais consciente que son image s'est dégradée auprès de l'opinion, obtient donc du roi qu’il exile le cardinal de Rohan à l'abbaye de la Chaise-Dieu, l’une des abbayes en commende du cardinal, après l’avoir démis de son poste de grand aumônier — on entendit dans Paris « le Parlement l'ayant purgé, le roi l'envoya à la chaise »[réf. nécessaire].
Il restera trois mois dans cette abbaye, après quoi il ira sous des cieux plus cléments, à l’abbaye de Marmoutier près de Tours. Ce n’est qu’au bout de trois ans, le 17 mars 1788, que le roi l’autorisera à retrouver son diocèse de Strasbourg.

## Retentissement
Le résultat de cette affaire fut résumé par l'exclamation, au lendemain du verdict, de Fréteau de Saint-Just, magistrat du Parlement de Paris : « Un cardinal escroc, la reine impliquée dans une affaire de faux ! Que de fange sur la crosse et le sceptre ! Quel triomphe pour les idées de liberté ! »
Bien que Marie-Antoinette ait été étrangère à toute l'affaire, l’opinion publique ne voulut pas croire à l’innocence de la reine. Accusée depuis longtemps de participer, par ses dépenses excessives, au déficit du budget du royaume, elle subit à cette occasion une avalanche d’opprobres sans précédent. Les libellistes laissèrent libre cours aux calomnies dans des pamphlets où « l’Autrichienne » (ou « l'autre chienne ») se faisait offrir des diamants pour prix de ses amours avec le cardinal. Mme de la Motte qui a nié toute implication dans l'affaire, reconnaissant seulement être la maîtresse du cardinal, est parvenue à s'évader de la Salpêtrière et publie à Londres un récit dans lequel elle raconte sa liaison avec Marie-Antoinette, la complicité de celle-ci depuis le début de l'affaire et jusqu'à son intervention dans l'évasion.
Par le discrédit qu'il jeta sur la Cour dans une opinion déjà très hostile et le renforcement du Parlement de Paris, ce scandale aura pour certains directement sa part de responsabilité dans le déclenchement de la Révolution française quatre ans plus tard et dans la chute de la royauté. « Cet événement me remplit d'épouvante, comme l'aurait fait la tête de Méduse », écrit Goethe dans sa correspondance. Peu après, il ajouta : « Ces intrigues détruisirent la dignité royale. Aussi l’histoire du collier forme-t-elle la préface immédiate de la Révolution. Elle en est le fondement… ».

## Dans la fiction
Cette affaire a inspiré de nombreux films, romans, une pièce de théâtre et des bandes dessinées, voire dès 1788 le premier jeu dit de cartomancie .

### Littérature
- Le Collier de la reine, d'Alexandre Dumas ;
- The Queen's Necklace, de Frances Mossiker (en) ;
- Un collier pour le diable, de Juliette Benzoni ;
- Les Diamants de la guillotine, de Pierre Combescot ;
- L'inconnu du pont Notre-Dame , de Jean-François Parot ;
- Le collier, dépouillé de ses diamants originaux, est volé par Arsène Lupin enfant dans la nouvelle de Maurice Leblanc le Collier de la reine (publiée par la suite dans le recueil Arsène Lupin, gentleman-cambrioleur).
- La reine du labyrinthe ou La Vérité sur l'affaire du Collier, de Camille Pascal.

### Cinéma
- 1909 : Le Collier de la reine d’Etienne Arnaud et Louis Feuillade.
- 1912 : L’Affaire du collier de la reine de Camille de Morlhon.
- 1929 : Le Collier de la reine de Gaston Ravel.
- 1946 : L'Affaire du collier de la reine de Marcel L'Herbier.
- 1949 : Cagliostro de Gregory Ratoff avec Nancy Guild, le collier joue un rôle dans l'intrigue.
- 1954 : Si Versailles m'était conté....
- 1962 : L'Affaire du collier de la Reine de Guy Lessertisseur - INA - La caméra explore le temps.
- 1978 : Lady Oscar réalisé par Jacques Demy.
- 2001 : L'Affaire du collier (The Affair of the Necklace) de Charles Shyer.
- 2011 : L’Affaire du collier de la reine (1785) de Ghislain Vidal.
- 2018 : Le collier apparaît également dans le film Ocean's 8 de Gary Ross lors d'une réception fictive au Met Gala.

### Télévision
- 1989 : La Comtesse de Charny, minisérie de Marion Sarrault.
- 2021 : Le Collier de la reine est le titre du premier épisode de la série Lupin ; le collier joue un rôle central dans l'intrigue de la série[19].
- 2025 : Marie-Antoinette (saison 2 : L’Affaire du collier), série télévisée de Deborah Davis[20].

### Bande dessinée
- L’Affaire du collier, bande dessinée de la série Blake et Mortimer (1967), imagine la réapparition du collier à l’époque moderne.
- Les faits et les personnages de l’affaire du collier apparaissent dans un manga contant la vie de Marie Antoinette, La Rose de Versailles, et dans ses adaptations en série anime, Lady Oscar.
- Dans le 1er tome de Les Misérables, Victor Hugo y fait allusion dans le 1er chapitre du livre III, Marius, « Le grand-père et le petit-fils ».

### Théâtre
- Goethe en fait le sujet d'une pièce de théâtre, Le Grand Copthe (de).

### Mémoires des protagonistes
- Lamotte-Valois, Affaire du Collier, Mémoires inédits du Comte de Lamotte-Valois sur sa vie et son époque (1754-1830), publiés d’après le manuscrit autographe avec un historique préliminaire, des pièces justificatives et des notes de Louis Lacour, Paris, Poulet-Malassis et De Broise, 1858. lire en ligne
- Cagliostro, Mémoire Pour Le Comte de Cagliostro, Accusé : Contre M. Le Procureur-General, Accusateur, Kessinger Publishing, 1786 (lire en ligne).
- Nicole d'Oliva, Mémoire pour la demoiselle Le Guay d'Oliva, fille mineure émancipée d'âge, accusée, contre M. le Procureur-Général, accusateur : En présence de M. le Cardinal Prince de Rohan, de la Dame de La Motte-Valois, du Sieur de Cagliostro, & autres ; tous co-accusés, Paris, P. G. Simon & N. H. Nyon, imprimeurs du Parlement, 1786 (lire en ligne).
- Jean-François Georgel, Memoires pour servir à l'histoire des evenemens de la fin du dix-huitième siècle depuis 1760 jusqu'en 1806-1810, Paris, 1817 (lire en ligne).
- Mme Campan, Mémoires sur la vie privée de Marie-Antoinette, Baudouin, 1823.